# سفارة أوزبكستان في فرنسا
سفارة أوزبكستان في فرنسا هي أرفع تمثيل دبلوماسي لدولة أوزبكستان لدى فرنسا. تقع السفارة في باريس وهي تهدف لتعزيز المصالح الأوزبكستانية في فرنسا.

## وصلات خارجية
- الموقع الرسمي
- قائمة سفارات أوزبكستان
- قائمة السفارات في فرنسا